# VI symfonia (Meyer)
VI symfonia „Symfonia Polska” op. 57 – symfonia Krzysztofa Meyera, pisana w latach 1981–1982, którą po raz pierwszy wykonano 25 listopada 1982 roku. 

## Geneza
Kompozytor rozpoczął pracę nad utworem po ogłoszeniu stanu wojennego w Polsce, co nastąpiło 13 grudnia 1981 roku. Powstała w krótkim czasie w latach 1981–1982.
Nazwa „Symfonia Polska” pochodzi od autora; dzieło zostało dedykowane dyrygentowi Antoniemu Witowi.
Partytura symfonii została wydana przez Polskie Wydawnictwo Muzyczne w 1988 roku.

## Budowa
Utwór jest jednoznacznie politycznie programowy. Zastosowana melodyka, rytm oraz technika kontrapunktyczna nawiązują do dawnych epok muzycznych, mogą kojarzyć się z muzyką z czasów Bartłomieja Pękiela. Pojawiają się m.in. kanon siedmiogłosowy i dwunastogłosowy. Dzieło składa się z czterech części, zawiera czytelne nawiązania do polskich pieśni patriotycznych: Bogurodzicy, Roty, Boże, coś Polskę. Rota jest niemal niesłyszalna w wielu miejscach, został z niej wykorzystany niewielki fragment. Fragment pieśni Boże, coś Polskę znalazł się w pierwszej części. 
Pierwsza część ma charakter lamentacyjny. Utwór rozpoczyna się jakby falstartem, inicjowaniem tej samej myśli muzycznej kilkukrotnie. Otwierający motyw muzyczny składa się głównie z małych i wielkich sekund, a także skoku o tryton w dół. Drugą część otwiera czterogłosowy kanon. Bogurodzica, która pojawia się w trzeciej części spełnia rolę symbolicznego cantus firmus, zaintonowany przez dzwony z klarnetem. Zakończenie symfonii może nasuwać skojarzenia z niepewnością sytuacji Polski z 1982 roku.

## Recepcja
Grzegorz Michalski w „Ruchu Muzycznym” wypowiedział się krytycznie o historyczno-patriotycznej koncepcji symfonii słowami: Na mówienie komplementów pradziadkom szkoda dziś czasu. Leszek Polony w tekście zamieszczonym w tymże czasopiśmie dostrzegał walory symfonii, jednak zastanawiał się, czy utwór przetrwa próbę czasu. Według Thomasa Weselmanna utwór po latach jest „wręcz nowatorski”. 

## Wykonania
Prawykonanie symfonii nastąpiło 25 listopada 1982 roku w Hamburgu, było częścią cyklu koncertów Das neue Werk w wykonaniu Norddeutscher Rundfunkorchester pod batutą Christophera Keene.
Symfonia została wykonana na festiwalu Warszawska Jesień w 1984 roku przez Wielką Orkiestrę Symfoniczną Polskiego Radia pod batutą Antoniego Wita; w książeczce programowej festiwalu znalazł się komentarz kompozytora do prezentowanego dzieła.

### Nagrania płytowe
- Warszawska Jesień '84: nr 6, WOSPRiT, dyr. A. Wit (Muza LP SX 2413, tylko część II[3], 1984[11])
- 6. Symphonie „Die Polnische” Op. 57, WOSPRiT, dyr. A. Wit (Pro Viva, LP ISPV 127[3], 1985[12])
- 6. Symphonie, Canti Amadei, WOSPRiT, dyr. A. Wit (Pro Viva, CD ISPV 179)[3]
- Meyer • Piano Concerto, Symphony No. 6 • Gililov, Wit[13] (Dux CD 1898, 2022[14])